# La guerra (canción)
«La Guerra» es una canción del grupo Aventura.

## Contenido
La canción trata de un joven quien no es aceptado por el padre de su novia ya que éste (el novio) lleva una vida ilegal.Al final la chica le da a elegir entre ella y la mala vida que lleva.